# 錨紋蛾科
錨紋蛾科（學名：Callidulidae）是鱗翅目下的一個科，也是錨紋蛾總科（Calliduloidea）下唯一的科，下含8屬。其下的蛾主要分佈在東南亞到澳大利亞及馬達加斯加的熱帶地區。
其下主要是日間飛行的錨紋蛾亞科可以很容易地從其極似蝴蝶的休息姿勢（翅膀收攏於背部）看出。

## 分类
關於下大多數物種的資料都不甚明晰，Griveaudiinae和錨紋蛾亞科的卵都比較扁平，錨紋蛾亞科的幼蟲為綠色，有黑色頭部，僅發現於蕨類植物上。纓尺蛾亞科的幼蟲則生活在地底。
- 纓尺蛾亞科 Pterothysaninae
  - Caloschemia（包含Helicomitra）
  - 纓尺蛾屬 Pterothysanus
- Griveaudiinae
  - Griveaudia
- 錨紋蛾亞科 Callidulinae
  - 錨紋蛾屬 Callidula（包含Petavia、Datanga、Cleis）
  - Comella
  - Pterodecta
  - 紋蛾屬 Tetragonus（包含Agonis）

## 外部連結
- Tree of Life （页面存档备份，存于）
- Natural History Museum hosts database[]
- Natural History Museum Lepindex Available names[]
- Moths of Borneo Callidulidae （页面存档备份，存于）
- Moths of Borneo Callidulinae images （页面存档备份，存于）
- Callidulinae species
- Callidula attenuata Accessed 4 March 2007
- Photo illustrating rest position （页面存档备份，存于）